# Jüdischer Friedhof Neuer Steinweg

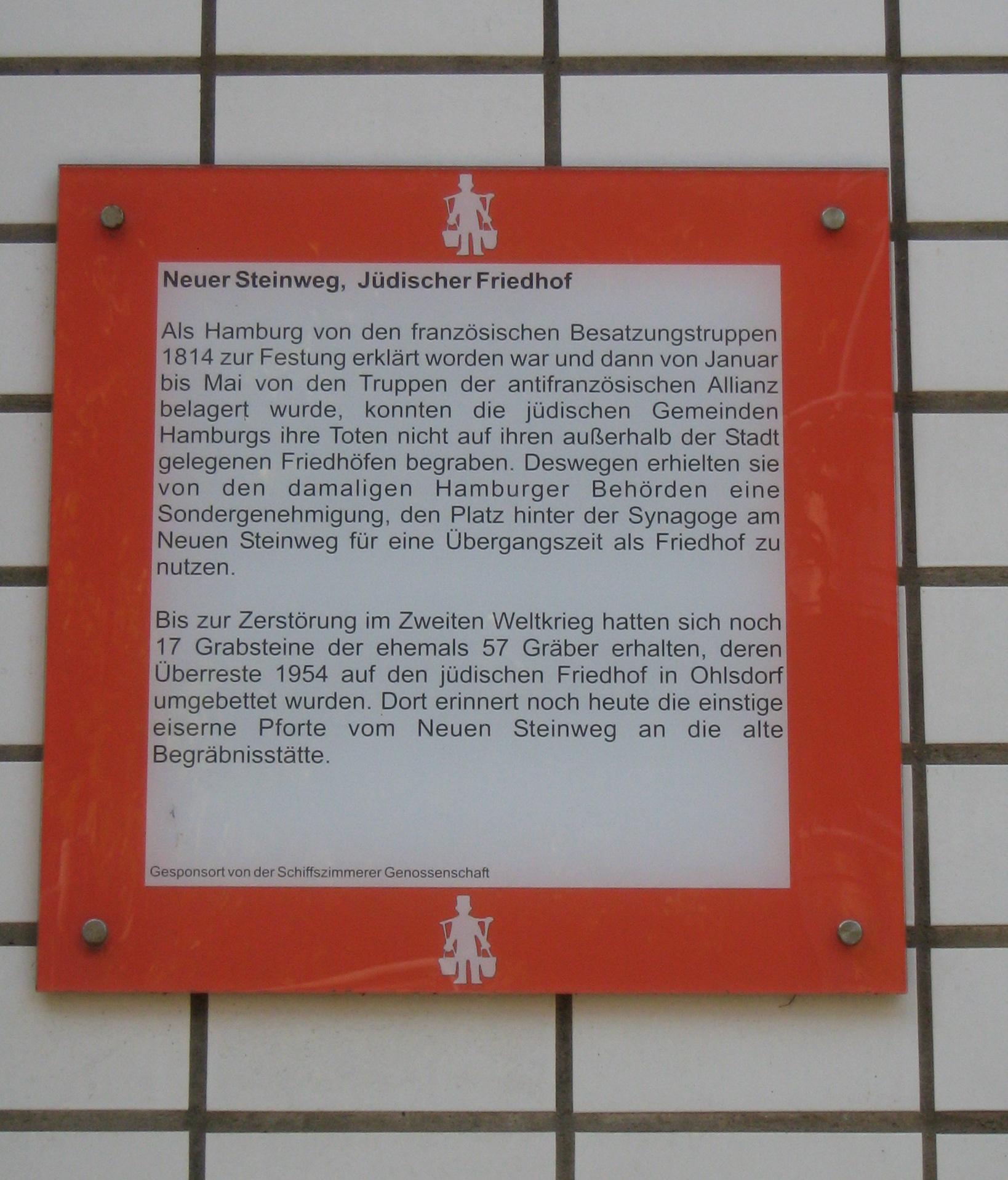
Gedenktafel für den Friedhof

Der Jüdische Friedhof Neuer Steinweg ist ein ehemaliger jüdischer Begräbnisplatz im Hamburger Stadtteil Neustadt. Er wurde im Zweiten Weltkrieg zerstört und 1954 geräumt.

## Beschreibung
Hamburg war seit 1806 französisch besetzt und wurde von Dezember 1813 bis Mai 1814 von Truppen der anti-napoleonischen Koalition belagert. Wegen der Schließung der Tore war der Zugang zu den Friedhöfen außerhalb der Stadt versperrt. Die jüdische Gemeinde musste ihre Toten mit Genehmigung des Maire deshalb auf dem Grundstück hinter der Synagoge Neuer Steinweg beisetzen. Von Januar bis Mai 1814 wurde es für 57 Bestattungen genutzt. Ursprünglich war vermutlich eine Exhumierung und Umbettung der Toten vorgesehen, die aber später nicht geschah.
1859 wurde die Synagoge durch die neue Synagoge Kohlhöfen ersetzt und das Grundstück verkauft. Der Friedhof wurde als eigenes Grundstück abgetrennt und blieb im Besitz der Gemeinde. 1934 waren noch 18 Grabsteine vorhanden. Das Gelände wurde im Zweiten Weltkrieg durch Bomben zerstört. 1954 wurden die Toten auf den Jüdischen Friedhof Ohlsdorf umgebettet und dort gemeinsam bestattet. An sie erinnert eine Gedenktafel und die Pforte mit dem Davidstern, die ursprünglich den Zugang zum Friedhof bildete.